# 泰默尔斯
泰默尔斯是德国莱茵兰-普法尔茨州的一个市镇。总面积6.62平方公里，总人口718人，其中男性346人，女性372人（2011年12月31日），人口密度108人/平方公里。